# Heinrich Schröder (Jurist)
Heinrich Schröder (* 17. Februar 1857 in Leutershausen; † 19. April 1917 in Baden-Baden) war ein deutscher Jurist und Oberamtmann.
Schröder war der Sohn eines Landwirts aus Leutershausen an der Bergstraße. Er besuchte in Mannheim das Gymnasium und studierte an der Universität Heidelberg. Ab 1880 war er Rechtspraktikant in Mannheim, ab 1883 Referendar. 1884 war er für einen Monat Dienstverweser im Bezirksamt Adelsheim. 1886 wurde er Amtmann in Lörrach. 1889 ging er nach Konstanz und im Jahr darauf nach Eberbach, wo er Oberamtmann war.
1894 ließ Schröder sich aus dem badischen Staatsdienst entlassen und wurde Anwalt am Internationalen Gerichtshof in Alexandria. 1897 ließ er sich als Rechtsanwalt in Mannheim nieder, ab 1900 war er Oberamtsrichter und  Notar.
1908 wurde Heinrich Schröder mit dem Ritterkreuz I. Klasse des Ordens vom Zähringer Löwen ausgezeichnet.